# Kurt Berthelsen
Kurt Dalgaard Berthelsen (ur. 27 listopada 1943 w Nörre Tranders) – duński piłkarz występujący na pozycji napastnika.

## Kariera klubowa
Berthelsen w swojej karierze reprezentował barwy zespołów Hvidovre IF oraz Aalborg BK. Wraz z Aalborgiem zdobył dwa Puchary Danii (1966, 1970).

## Kariera reprezentacyjna
W 1972 roku Berthelsen został powołany do reprezentacji Danii na Letnie Igrzyska Olimpijskie, które Dania zakończyła na drugiej rundzie. W drużynie narodowej nie rozegrał żadnego spotkania.